# Moses Orimolade Tunolase
Moses Orimolade Tunolase, född omkring 1897 som Orimolade Okejebu i Ikare, död 1933, var en nigeriansk predikant och grundare av Cherubim & Seraphim-rörelsen.
Orimolades liv var, från början till slut, kantat av märkliga omständigheter.
Hans mor Odijoroto tillhörde den kungliga familjen Omo'ba Ode Sodi. Hon uppgav att hon, när hon var gravid med Orimolade, blev tilltalad av sonen som, från moderlivet, gav henne råd om hur hon skulle bära hem ved till hushållet.
När hon berättade denna episod för maken Tunolase, som var präst inom den animistiska ifa- eller yoruba-tron, så konsulterade han ett lokalt orakel som förutspådde att de skulle få en son, som var utvald av Gud till apostel och nasir, för att förkunna evangeliet om Jesus Kristus för människorna i Yorubaland.
Även omständigheterna kring själva födseln var märkliga. Den nyfödde pojken uppges ha rest sig upp omedelbart efter födseln men ska då med våld ha tryckts ner av jordemodern. Fadern ska då även ha uttalat en besvärjelse som gjorde sonen handikappad och oförmögen att gå under flera år framåt.
Orimolade blev därigenom, från första början, mycket omtalad av lokalbefolkningen i hemstaden Ikare.
Den enda kristna kyrkan i staden var St. Stephen's anglikanska kyrka, som tillhörde Church Mission Society. Prästen där uppsökte en natt kyrkan sedan han hört sång och sett ljus i kyrkan, trots att han inte lånat ut kyrkan till någon. Han knackade på kyrkporten som öppnades av sig själv.
Där fann han enbart den femårige Orimolade, sittande på kyrkgolvet omgiven av ett fosforerande sken.
Orimolade blev tidigt kristen, döptes i denna församling och började vid 19 års ålder verka som lekmannapredikant i hemstaden. Han var en god talare och bad för sjuka med häpnadsväckande resultat, varför han snart blev en flitigt anlitad talare, både inom och utanför Nigerias gränser. Men hans radikala förkunnelse gav honom också fiender. Medicinmän såg sin ställning hotad när skaror av människor lämnade den traditionella tron och den anglikanska kyrkans ledarskap irriterades över Orimolades sätt att tolka Bibeln utifrån en afrikansk kontext.
Den 11 september 1924 kom det till en brytning med det kyrkliga etablissemanget då Orimolade tvingades avbryta en väckelsekampanj i Holy Trinity Church i Lagos och förvägrades fortsatt tillträde till kyrkan. Hans anhängare bildade då fristående Aladura Band, från den 9 september 1925 kallade Seraph Band . Moses Orimolade var från starten och till sin död rörelsens andlige ledare.
Den 26 mars 1926 lades ordet Cherubim till i gruppens namn. 1929 splittrades rörelsen i flera grenar. Moses Orimolades gren registrerades 1930 som  Eternal Sacred Order of the Cherubim and Seraphim (ESOC&S).